# Anthony Allen

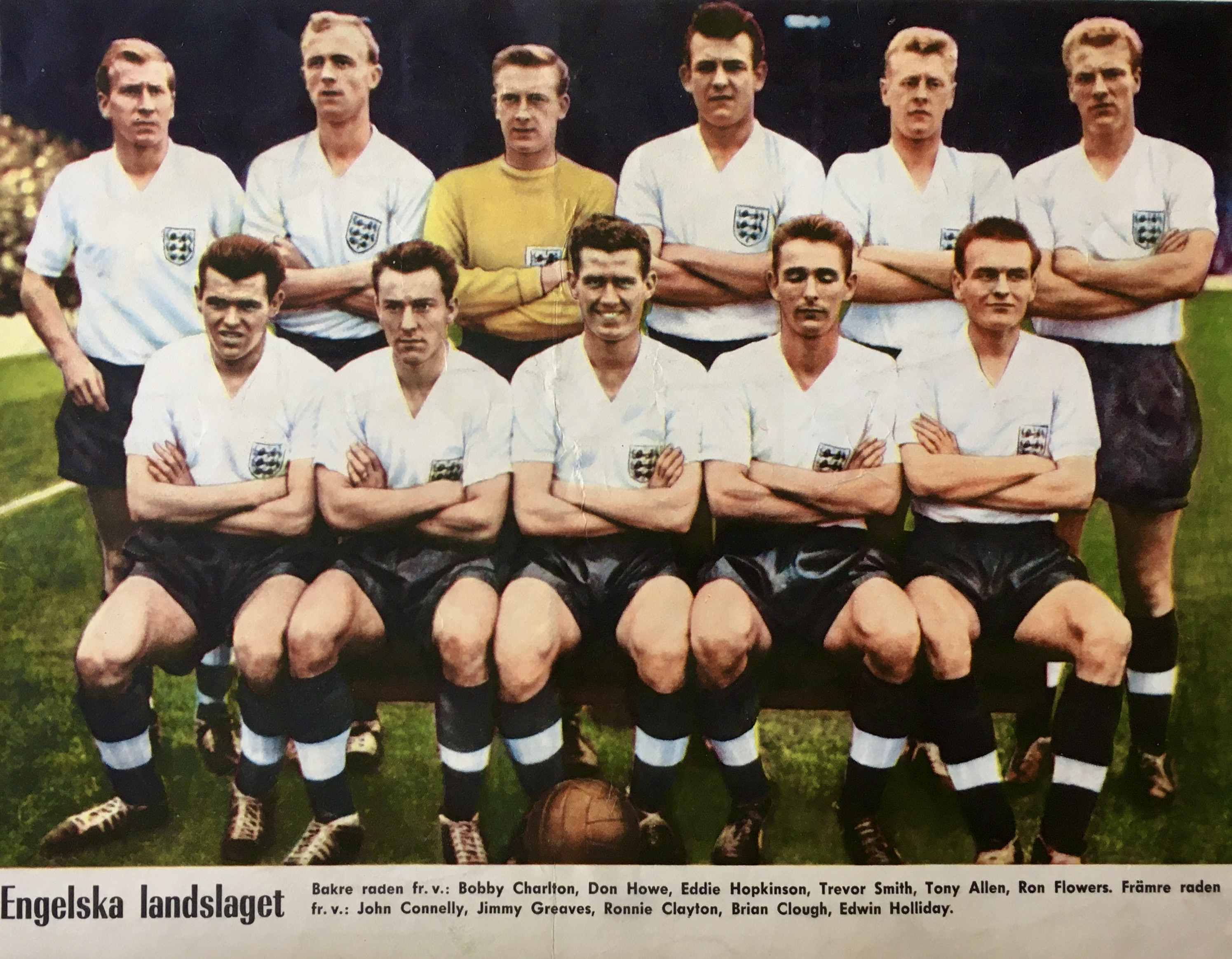
Allen (quinto de pie) con en el Empire Stadium, de Londres el.

Tony Allen (Stoke-on-Trent, Inglaterra, 27 de noviembre de 1939 - 2 de diciembre de 2022) fue un futbolista británico que jugaba en la posición de defensa.

## Carrera

### Club
| Periodo   | Club                |
| --------- | ------------------- |
| 1957–1970 | Stoke City          |
| 1970–1971 | Bury FC             |
| 1971–1973 | Hellenic FC         |
| 1973      | Stafford Rangers FC |
| 1973-1975 | Nantwich Town FC    |

### Selección nacional
Jugó para Inglaterra en tres ocasiones en 1959 sin anotar goles.

## Tras el retiro
Luego de que terminara su carrera como futbolista, regresó a Stoke y se convirtió en reportero de noticias en Blythe Bridge. Allen también ayudó como entrenador de equipos de fútbol de categoría menor.

## Logros
Stoke City
- Football League Second Division: 1963